# کیمبر جیمز
کیمبر جیمز (انگلیسی: Kimber James؛ زاده ۲ آوریل ۱۹۸۸) یک بازیگر پورنوگرافی تراجنسیتی اهل ایالات متحده آمریکا است.
او یک زن ترنس است.

## حرفه
جیمز شغل خود در صنعت پرونوگرافی را به عنوان دستیار بازیگر تی‌اس جیا دارلینگ آغاز کرد و در فیلم Transsexual Babysitters 4 به شکوفایی رسید.

## تصویر
جیمز با ابتلا به سندرم کلاین‌فلتر به دنیا آمد و تغییر جنسیت را در سن ۱۲ سالگی انجام داد.